# Pemphredon austriaca
Pemphredon austriaca (лат.) — вид песочных ос рода Pemphredon из подсемейства Pemphredoninae (Crabronidae).

## Распространение
Европа, Турция, Северная Африка.

## Описание
Мелкая оса, длина менее 1 см (от 5 до 9 мм), чёрного цвета. Отличается от всех палеарктических видов крупными точками-пунктурами на скутуме (диаметр равен 0,3—0,5 диаметра заднего глазка).
Передние крылья с 1 субдискоидальной и 2 дискоидальными ячейками. Птеростигма мелкая, субмаргинальная ячейка крупнее её. Усики самца 13-члениковые, самки — 12-члениковые. Нижнечелюстные щупики состоят из 6 члеников, а нижнегубные — из 4. Pemphredon охотятся на равнокрылых (Homoptera), в основном, из семейства настоящие тли.